# Långtaggig spikklubba
Långtaggig spikklubba (Datura ferox) är en potatisväxtart som beskrevs av Carl von Linné. Långtaggig spikklubba ingår i släktet spikklubbor, och familjen potatisväxter. Inga underarter finns listade i Catalogue of Life.

## Bildgalleri

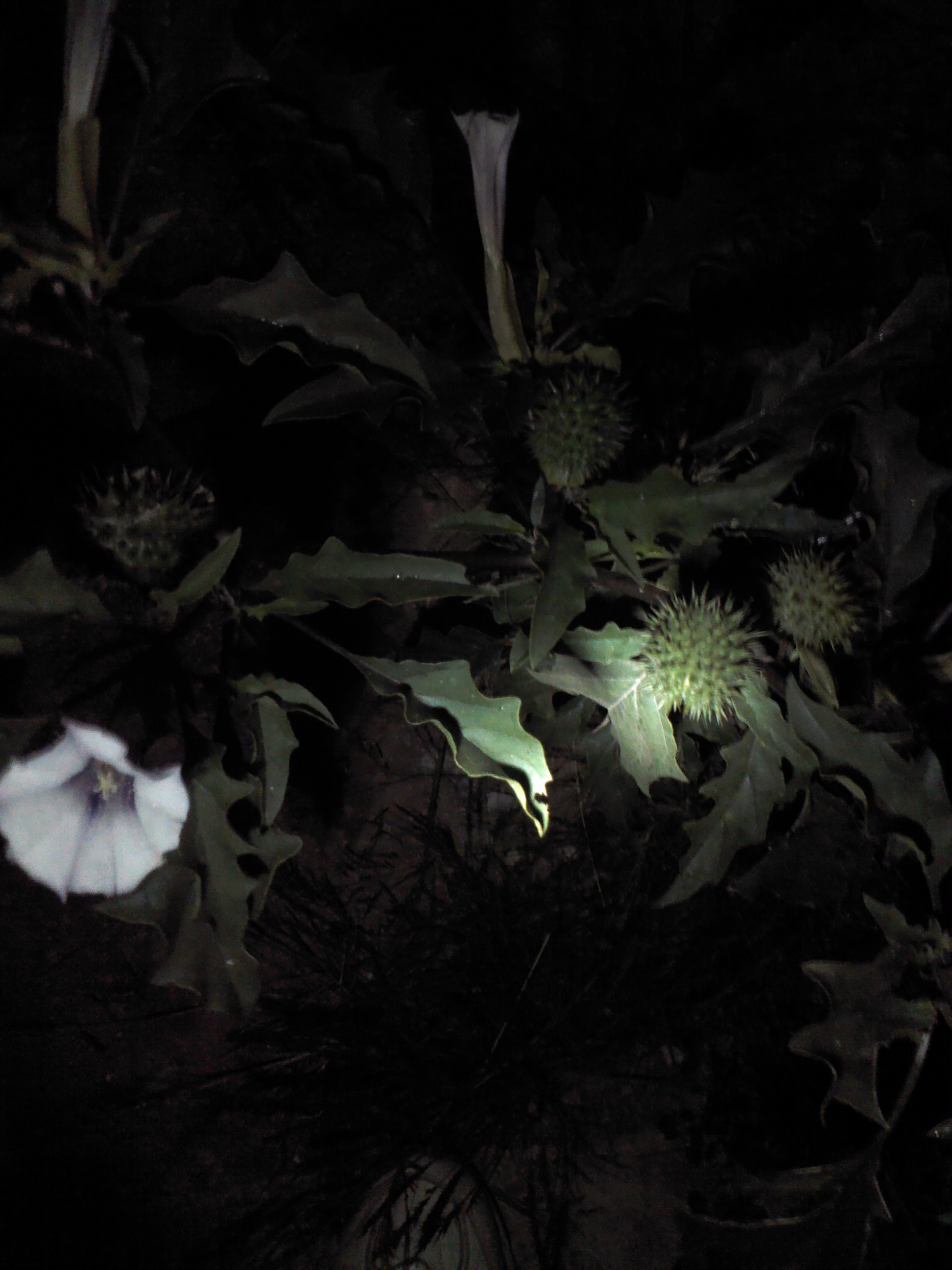